# Iljo Keisse
Iljo Keisse (Gante, 21 de diciembre de 1982) es un deportista belga que compitió en ciclismo en las modalidades de ruta y pista, especialista en la prueba de madison.
Ganó dos medallas en el Campeonato Mundial de Ciclismo en Pista, plata en 2007 y bronce en 2005, y tres medallas de oro en el Campeonato Europeo de Ciclismo en Pista entre los años 2005 y 2011.
En carretera su mayor éxito es la victoria en una etapa del Giro de Italia 2015.

## Biografía
Participó en los Juegos Olímpicos de Atenas 2004, fue undécimo en la prueba de madison (junto con Matthew Gilmore). Con Gilmore conformó una pareja exitosa, juntos ganaron la medalla de oro en el Campeonato Europeo de Madison de 2005 y obtuvieron la victoria en los Seis Días de Gante, Hasselt y Grenoble. En los Juegos Olímpicos de Pekín 2008 quedó cuarto en la prueba de madison (junto con Kenny De Ketele) y duodécimo en puntuación.
El 9 de diciembre de 2008 dio positivo en un control antidopaje después de los Seis Días de Gante. En octubre de 2009 fue absuelto por la Federación Belga de Ciclismo, después de explicar que había ingerido accidentalmente esos productos. Regresó a la competición firmando para el Quick Step en 2010. Sin embargo, en julio de 2010 el Tribunal de Arbitraje Deportivo no queda satisfecho y decide que la sanción vuelva a ser de dos años.
Se retiró de la competición en diciembre de 2022. Desde 2023 trabaja como asistente deportivo del equipo Soudal Quick-Step.

## Medallero internacional
| Campeonato Mundial | Campeonato Mundial           | Campeonato Mundial | Campeonato Mundial |
| Año                | Lugar                        | Medalla            | Competición        |
| ------------------ | ---------------------------- | ------------------ | ------------------ |
| 2005               | Los Ángeles (Estados Unidos) | Medalla de bronce  | Madison            |
| 2007               | Palma de Mallorca (España)   | Medalla de plata   | Puntuación         |
| Campeonato Europeo |                              |                    |                    |
| Año                | Lugar                        | Medalla            | Competición        |
| 2005               | Dalmine (Italia)             | Medalla de oro     | Madison            |
| 2008               | Alkmaar (Países Bajos)       | Medalla de oro     | Madison            |
| 2011               | Apeldoorn (Países Bajos)     | Medalla de oro     | Madison            |

1. 1 2  Campeonato Europeo realizado sólo para la disciplina de madison.

## Palmarés

### Pista
| 2001 - Campeonato de Bélgica en puntuación - 3.º en el Campeonato de Europa de Madison Sub-23 (con Dimitri De Fauw) 2002 - 3.º en el Campeonato de Europa de Madison Sub-23 (con Wouter Van Mechelen) 2003 - Campeonato de Bélgica en puntuación - Campeonato de Bélgica en persecución - 3.º en el Campeonato de Europa de Madison Sub-23 (con Dimitri De Fauw) 2004 - Campeonato de Europa de Madison Sub-23 (con Kenny De Ketele) 2005 - Campeonato de Europa de Madison (con Matthew Gilmore) - 3.º en el Campeonato Mundial Madison (haciendo pareja con Matthew Gilmore) - Copa del Mundo de Moscow (Rúsia) en Madison (con Matthew Gilmore) - Seis días de Gante (con Matthew Gilmore) - Seis días de Grenoble (con Matthew Gilmore) - Seis días de Fiorenzuola d'Arda (con Matthew Gilmore) 2006 - Campeón de Europa de Derny - Campeonato de Bélgica en puntuación - Seis días de Hasselt (con Matthew Gilmore) 2007 - 2.º en el Campeonato Mundial Puntuación - 2.º en el Campeón de Europa de Derny - Seis días de Gante (con Robert Bartko) - Seis días de Ámsterdam (con Robert Bartko) - Seis días de Róterdam (con Robert Bartko) 2008 - Campeonato de Europa de Madison (con Kenny De Ketele) - Campeonato de Bélgica en puntuación - Campeonato de Bélgica en madison (con Kenny De Ketele) - Seis días de Bremen (con Robert Bartko) - Seis días de Stuttgart (con Robert Bartko y Leif Lampater) - Seis días de Múnich (con Robert Bartko) - Seis días de Gante (con Robert Bartko) 2009 - Campeonato de Bélgica en puntuación - Campeonato de Bélgica en madison (con Kenny De Ketele) 2010 - Seis días de Róterdam (con Danny Stam) - Seis días de Gante (con Peter Schep) 2011 - Campeonato de Europa de Madison (con Gert-Jan Van Immerseel) - Campeonato de Bélgica en derny - Campeonato de Bélgica en scratch - Campeonato de Bélgica en madison (con Kenny De Ketele) - Seis días de Ámsterdam (con Niki Terpstra) - Seis días de Grenoble (con Morgan Kneisky) - Seis días de Zúrich (con Franco Marvulli) 2012 - Seis días de Copenhague (con Marc Hester) - Seis días de Grenoble (con Kenny De Ketele) - Seis días de Gante (con Glenn O'Shea) 2013 - Seis días de Zúrich (con Silvan Dillier) - Seis días de Róterdam (con Niki Terpstra) 2014 - Campeonato de Bélgica en scratch - Campeonato de Bélgica en madison (con Jasper De Buyst) - Seis días de Róterdam (con Niki Terpstra) - Seis días de Zúrich (con Mark Cavendish) 2015 - Seis días de Róterdam (con Niki Terpstra) - Seis días de Gante (con Michael Mørkøv) 2017 - Seis días de Bremen (con Marcel Kalz) 2018 - Seis días de Gante (con Elia Viviani) - Seis días de Bremen (con Jasper De Buyst) 2007 - Internatie Reningelst 2012 - 1 etapa del Tour de Turquía 2013 - Omloop Mandel-Leie-Schelde - Gran Premio Marcel Kint 2014 - Châteauroux Classic de l'Indre-Trophée Fenioux 2015 - Ronde van Zeeland Seaports - 1 etapa del Giro de Italia 2017 - Omloop Mandel-Leie-Schelde 2020 - 2.º en el Campeonato de Bélgica en Ruta |

## Resultados en Grandes Vueltas
| Carrera | Carrera         | 2004 | 2005 | 2006 | 2007 | 2008 | 2009 | 2010 | 2011 | 2012 | 2013  | 2014  | 2015  | 2016  | 2017  | 2018 | 2019 | 2020  | 2021  | 2022 |
| ------- | --------------- | ---- | ---- | ---- | ---- | ---- | ---- | ---- | ---- | ---- | ----- | ----- | ----- | ----- | ----- | ---- | ---- | ----- | ----- | ---- |
|         | Giro de Italia  | —    | —    | —    | —    | —    | —    | —    | —    | —    | 159.º | 139.º | 145.º | —     | 144.º | —    | —    | 122.º | 121.º | —    |
|         | Tour de Francia | —    | —    | —    | —    | —    | —    | —    | —    | —    | —     | —     | —     | 139.º | —     | —    | —    | —     | —     | —    |
|         | Vuelta a España | —    | —    | —    | —    | —    | —    | —    | —    | —    | —     | —     | 148.º | —     | —     | —    | —    | —     | —     | —    |

| —: No participó | Ab: Abandono |